# Muvathoklu, Somvarpet
Muvathoklu là một làng thuộc tehsil Somvarpet, huyện Kodagu, bang Karnataka, Ấn Độ.